# Coppa Italia di Serie A2 (calcio a 5)
La Coppa Italia di Serie A2 è una competizione di calcettistica italiana organizzata dalla Divisione Calcio a 5, a cui partecipano alcune squadre iscritte al campionato di Serie A2. Sebbene abbia un valore puramente "onorifico" - il vincitore non ricava alcun beneficio sportivo - è per importanza la seconda Coppa nazionale. La prima edizione della competizione riservata esclusivamente alle formazioni iscritte alla Serie A2 si è svolta nella stagione 1999-00 ed è stata vinta dalla Cotrade Torino. Il PesaroFano è l'unica squadra ad aver vinto per due volte il trofeo. L'attuale detentrice è lo sporting Hornets Roma (2024).

## Formula
Prima dell'introduzione della "final eight" (2005-06) la competizione era articolata in un primo turno di triangolari che coinvolgeva tutte le formazioni iscritte al campionato in corso. Per ogni triangolare le prime due classificate prendevano parte alla fase ad eliminazione diretta, articolata in incontri di andata e ritorno, fino ai quarti di finale. Le semifinali e la finale erano invece disputate in gara unica nello stesso impianto (final four). Dall'edizione 2005-06 al 2016-17 la Coppa era articolata come final eight disputata in un'unica sede. Per ogni girone, erano qualificate d'ufficio le squadre classificatesi tra il primo e il quarto posto al termine del girone di andata del campionato. L'accoppiamento delle squadre ai quarti avveniva tramite sorteggio; tutte le partite sono a eliminazione diretta. Per compensare l'esiguo numero di gare del campionato, nella stagione 2017-18 la partecipazione è stata allargata alle squadre giunte nelle prime otto posizioni di entrambi i gironi al termine del girone di andata. La final eight è stata inoltre sostituita da una final four, sempre in sede unica, riservata alle quattro semifinaliste.

## Partecipanti
L'unica squadra a essere riuscita a vincere per due volte il trofeo è il PesaroFano (2015 e 2017); i marchigiani detengono insieme al Cagliari anche il record di finali disputate (tre). Gli isolani sono usciti sconfitti da tutte le finali, così come il San Paolo Pisa che però ne ha disputate due. Cotrade Torino, Fuente, Gruppo Fassina, Maritime, Napoli, Napoli Barrese, Napoli SMS, Perugia, Polizia Penitenziaria, Sandro Abate, Fortitudo Pomezia e Sala Consilina hanno vinto la Coppa alla loro prima e unica partecipazione.

### Final four
Sono 39 le società ad aver preso parte alle 11 final four della Coppa Italia di Serie A2 a partire dalla stagione 1999-00 alla stagione 2004-05, dalla 2017-18 alla 2019-20 e dalla 2021-22 (l'asterisco indica la vittoria del trofeo).
- 2 edizioni: CLT Terni*, Cobà, Lido di Ostia, San Paolo Pisa, SCE Caserta
- 1 edizione: Aosta, Arzignano, Atletico Palermo, Avezzano, Aymavilles, Bergamo*, Ciampino, Cesena, Città di Asti, Città di Massa, Academy Pescara, Cornedo, Cotrade Torino*, CUS Molise, Fortitudo Pomezia*, Napoli, Giemme*, Giovinazzo, Hellas Verona, Leonardo, Maritime*, Meta Catania, Napoli*, Nepi, Palermo Futsal, Perugia*, Pomezia, Pistoia, Real San Giuseppe, Sala Consilina*, Sandro Abate*, Sestu, Stabiamalfi, Vico Equense

### Final eight
Sono 69 le società ad aver preso parte alle 13 edizioni della Coppa Italia di Serie A2 disputate con la formula della final eight a partire dalla stagione 2005-06 alla stagione 2016-17 e nella 2020-2021 (l'asterisco indica la vittoria del trofeo).
- 5 edizioni: Cagliari
- 4 edizioni: PesaroFano**
- 3 edizioni: Augusta, Belluno, Cogianco*, Torrino*, Venezia*, Verona
- 2 edizioni: CAME Treviso*, Fiumicino, Imola, Isola, Milano, Modugno, New Team FVG, Olimpus Roma, Orte, Sport Five, Regalbuto, Reggiana, San Giorgio, Torino Cesana, Napoli Vesevo, Zanè Vicenza
- 1 edizione: Acireale, Acqua e Sapone, Aosta, Arzignano, Atletico Belvedere, Atletico Nervesa, Barletta, Bisceglie, Bisceglie 1990, Brillante Roma, Cadoneghe, Canottieri Lazio, Ceccano, Cesena*, Cinecittà, Cisternino, Cobà, Cornedo, CUS Molise, Domus Chia, Fabrizio, Napoli*, Fuente*, Giovinazzo, Gruppo Fassina*, Kaos, L84, Latina, Leonardo, Loreto Aprutino, Marca, Martina, Napoli Barrese*, Napoli Ma.Ma., Napoli S.M.S.*, Palermo, Policoro, Reggio Calabria, Polizia Penitenziaria*, Potenza, Prato, Pro Scicli, Real Rieti, Salinis, Sestu.

### Totale fase finale
Sono 98 le società ad aver preso parte alle 24 fasi finali della Coppa Italia di Serie A2 a partire dalla stagione 1999-00 alla stagione 2022-23 (l'asterisco indica la vittoria del trofeo).
- 5 edizioni: Cagliari
- 4 edizioni: PesaroFano**
- 3 edizioni: Augusta, Belluno, Cobà, Cogianco*, Torrino*, Venezia*, Verona
- 2 edizioni: Aosta, Arzignano, CUS Molise, CAME Treviso*, CLT Terni*, Cornedo, Napoli*, Fiumicino, Giovinazzo, Imola, Isola, Leonardo, Lido di Ostia, Milano, Modugno, New Team FVG, Olimpus Roma, Orte, Palermo, Sport Five, Regalbuto, Reggiana, San Paolo Pisa, San Giorgio, SCE Caserta, Sestu, Torino Cesana, Napoli Vesevo, Zanè Vicenza
- 1 edizione: Acireale, Acqua e Sapone, Atletico Belvedere, Atletico Nervesa, Atletico Palermo, Avezzano, Aymavilles, Barletta, Bergamo*, Bisceglie, Bisceglie, Brillante Roma, Cadoneghe, Canottieri Lazio, Ceccano, Cesena*, Cesena, Ciampino, Cinecittà, Cisternino, Città di Asti, Città di Massa, Academy Pescara, Cotrade Torino*, Domus Chia,  Fabrizio, Fortitudo Pomezia*, Fuente*, Giemme*,  Gruppo Fassina*, Hellas Verona,  Kaos, L84, Latina,  Loreto Aprutino, Marca, Maritime*,  LCF Martina, Meta Catania, Napoli*, Napoli Barrese*, Napoli Ma.Ma., Napoli SMS*, Nepi, Perugia*, Pistoia, Policoro, Reggio Calabria, Polizia Penitenziaria*, Pomezia, Potenza, Prato, Pro Scicli, Real Rieti, Real San Giuseppe, Sala Consilina*, Salinis, Sandro Abate*, Stabiamalfi, Vico Equense.

## Albo d'oro
| Edizione | Vincitore                                                         | Finalista                                                         | Dettagli finale                     | Dettagli finale  | Dettagli finale                                |
| Edizione | Vincitore                                                         | Finalista                                                         | Luogo                               | Data             | Risultato                                      |
| -------- | ----------------------------------------------------------------- | ----------------------------------------------------------------- | ----------------------------------- | ---------------- | ---------------------------------------------- |
| 1999-00  | Cotrade Torino                                                    | Stabiamalfi                                                       | Torino PalaRuffini                  | 28 marzo 2000    | Cotrade Torino-Stabiamalfi 8-3                 |
| 2000-01  | Bergamo                                                           | Avezzano                                                          | Avezzano Palazzetto dello Sport     | 22 aprile 2001   | Bergamo-Avezzano 3-3 (6-4 dcr)                 |
| 2001-02  | Perugia                                                           | San Paolo Pisa                                                    | Perugia PalaEvangelisti             | 9 marzo 2002     | Perugia-San Paolo Pisa 3-2 (dts)               |
| 2002-03  | CLT Terni                                                         | San Paolo Pisa                                                    | Terni PalaDiVittorio                | 11 marzo 2003    | CLT Terni-San Paolo Pisa 2-0                   |
| 2003-04  | Giemme                                                            | Nepi                                                              | Aosta Centro Sportivo Montfleuri    | 16 marzo 2004    | Nepi-Giemme 1-3                                |
| 2004-05  | Napoli                                                            | Vico Equense                                                      | Vico Equense Palazzetto dello Sport | 15 marzo 2005    | Napoli-Vico Equense 1-1 (5-3 dcr)              |
| 2005-06  | Cesena                                                            | Cinecittà                                                         | Bisceglie PalaDolmen                | 4 marzo 2006     | Cesena-Cinecittà 5-4                           |
| 2006-07  | Napoli Barrese                                                    | Marca Trevigiana                                                  | Montebelluna PalaMazzalovo          | 10 febbraio 2007 | Marca Trevigiana-Napoli Barrese 3-5 (dts)      |
| 2007-08  | Polizia Penitenziaria                                             | Cagliari                                                          | Porto San Giorgio PalaSavelli       | 8 marzo 2008     | Cagliari-Polizia Penitenziaria 2-5             |
| 2008-09  | Torrino                                                           | Kaos                                                              | Porto San Giorgio PalaSavelli       | 7 marzo 2009     | Kaos-Torrino 1-4                               |
| 2009-10  | Gruppo Fassina                                                    | Acqua e Sapone                                                    | Zanè Palasport                      | 27 febbraio 2010 | Gruppo Fassina-Acqua&Sapone 2-1                |
| 2010-11  | Venezia                                                           | Fiumicino                                                         | Genzano PalaCesaroni                | 9 aprile 2011    | Venezia-Fiumicino 4-3                          |
| 2011-12  | Cogianco                                                          | Cagliari                                                          | Pesaro PalaCampanara                | 4 marzo 2012     | Cogianco Genzano-Cagliari 4-2                  |
| 2012-13  | Napoli SMS                                                        | Cagliari                                                          | Martina Franca PalaWojtyla          | 17 febbraio 2013 | Cagliari-Napoli S.M.S. 2-3                     |
| 2013-14  | Fuente                                                            | PesaroFano                                                        | Quartu Sant'Elena PalaBeethoven     | 9 marzo 2014     | PesaroFano-Fuente 2-3 (dts)                    |
| 2014-15  | PesaroFano                                                        | Orte                                                              | Villorba PalaTeatro                 | 8 marzo 2015     | Orte-PesaroFano 7-7 (7-9 dcr)                  |
| 2015-16  | CAME Dosson                                                       | Imola                                                             | Pesaro PalaCampanara                | 13 marzo 2016    | Imola-Dosson 0-1                               |
| 2016-17  | PesaroFano                                                        | Milano                                                            | Martina Franca PalaWojtyla          | 12 marzo 2017    | PesaroFano-Milano 7-2                          |
| 2017-18  | Maritime                                                          | Meta Catania                                                      | Augusta PalaJonio                   | 18 marzo 2018    | Meta-Maritime 0-5                              |
| 2018-19  | Sandro Abate                                                      | Città di Asti                                                     | Asti Pala San Quirico               | 17 marzo 2019    | Sandro Abate-Città di Asti 9-2                 |
| 2019-20  | Titolo non assegnato a causa della pandemia di COVID-19 in Italia | Titolo non assegnato a causa della pandemia di COVID-19 in Italia |                                     | 14 marzo 2020    |                                                |
| 2020-21  | FF Napoli                                                         | Olimpus Roma                                                      | Porto San Giorgio PalaSavelli       | 18 aprile 2021   | FF Napoli-Olimpus Roma 5-0                     |
| 2021-22  | Fortitudo Pomezia                                                 | Hellas Verona                                                     | Policoro PalaErcole                 | 2 aprile 2022    | Hellas Verona-Fortitudo Pomezia 3-4            |
| 2022-23  | Sala Consilina                                                    | Lido di Ostia                                                     | San Rufo Palasport                  | 12 marzo 2023    | Lido di Ostia-Sala Consilina 1-2 (dts)         |
| 2023-24  | Sporting Hornets Roma                                             | Maccan Prata                                                      | Policoro PalaErcole                 | 30 marzo 2024    | Sporting Hornets roma - Maccan Prata 7-5 (dtr) |

## Vittorie per squadra
| Titoli | Squadra               | Edizione   |
| ------ | --------------------- | ---------- |
| 2      | PesaroFano            | 2015, 2017 |
| 1      | Cotrade Torino        | 2000       |
| 1      | Bergamo               | 2001       |
| 1      | Perugia               | 2002       |
| 1      | CLT Terni             | 2003       |
| 1      | Giemme                | 2004       |
| 1      | Napoli                | 2005       |
| 1      | Cesena                | 2006       |
| 1      | Napoli Barrese        | 2007       |
| 1      | Polizia Penitenziaria | 2008       |
| 1      | Torrino               | 2009       |
| 1      | Gruppo Fassina        | 2010       |
| 1      | Venezia               | 2011       |
| 1      | Cogianco              | 2012       |
| 1      | Napoli SMS            | 2013       |
| 1      | Fuente                | 2014       |
| 1      | CAME Dosson           | 2016       |
| 1      | Maritime              | 2018       |
| 1      | Sandro Abate          | 2019       |
| 1      | FF Napoli             | 2021       |
| 1      | Fortitudo Pomezia     | 2022       |
| 1      | Sala Consilina        | 2023       |

## Albo d'oro per Regioni
| Regione        | Titoli | Anni                                                 |
| -------------- | ------ | ---------------------------------------------------- |
| Campania       | 6      | 2004-05, 2006-07, 2012-13, 2018-19, 2020-21, 2022-23 |
| Umbria         | 3      | 2001-02, 2002-03, 2007-08                            |
| Lazio          | 3      | 2008-09, 2011-12, 2021-22                            |
| Veneto         | 3      | 2009-10, 2010-11, 2015-16                            |
| Emilia-Romagna | 2      | 2003-04, 2005-06                                     |
| Marche         | 2      | 2014-15, 2016-17                                     |
| Piemonte       | 1      | 1999-00                                              |
| Lombardia      | 1      | 2000-01                                              |
| Puglia         | 1      | 2013-14                                              |
| Sicilia        | 1      | 2017-18                                              |

## Marcatori
Di seguito la sequenza dei calcettisti che hanno vinto la classifica dei marcatori della final eight (2005-17) della Coppa Italia di Serie A2. Con il ritorno alla formula della final four, il titolo non è più stato assegnato. Nella stagione 2020-21 ritorna la final eight.
| Stagione  | Nazione                                                                           | Giocatore                                                     | Squadra                                    | Reti |
| --------- | --------------------------------------------------------------------------------- | ------------------------------------------------------------- | ------------------------------------------ | ---- |
| 2005-2006 | Brasile (bandiera)                                                                | Ronaldo Daga                                                  | Cesena                                     | 7    |
| 2006-2007 | Brasile (bandiera)                                                                | Adelmo Pereira                                                | Marca Trevigiana                           | 7    |
| 2007-2008 | Brasile (bandiera)                                                                | Algodão                                                       | Polizia Penitenziaria                      | 5    |
| 2008-2009 | Italia (bandiera)                                                                 | Luca Ippoliti                                                 | Torrino                                    | 7    |
| 2009-2010 | /                                                                                 | Chimanguinho                                                  | Venezia                                    | 6    |
| 2010-2011 | /                                                                                 | Alemão Chimanguinho                                           | Belluno Venezia                            | 4    |
| 2011-2012 | /                                                                                 | Gabriel Ayala Fernando Grana Rodrigo Teixeira Óscar Velázquez | Canottieri Lazio Cogianco Canottieri Lazio | 3    |
| 2012-2013 | Brasile (bandiera) · Brasile (bandiera) · Brasile (bandiera) · Brasile (bandiera) | Bruno Cavalli Vinícius Costa Christian Luft Daniel Ottoni     | Cagliari Napoli SMS LCF Martina Napoli SMS | 3    |
| 2013-2014 | Brasile (bandiera) · Brasile (bandiera) · Italia (bandiera)                       | Jonatas Melo Rafael Sanna Nico Sgolastra                      | PesaroFano Fuente PesaroFano               | 3    |
| 2014-2015 | Brasile (bandiera)                                                                | Conrado Sampaio                                               | Orte                                       | 7    |
| 2015-2016 | Brasile (bandiera)                                                                | Márcio Borges                                                 | Imola                                      | 4    |
| 2016-2017 | Spagna (bandiera)                                                                 | Héctor Albadalejo                                             | PesaroFano                                 | 4    |
| 2020-2021 | Brasile (bandiera) · Italia (bandiera)                                            | Dimas Rodolfo Fortino                                         | Olimpus Roma FF Napoli                     | 4    |